# Лабастид-Помес
Лабасти́д-Поме́с (фр. Labastide-Paumès, окс. La Bastida de Paumèrs) — коммуна во Франции, находится в регионе Юг — Пиренеи. Департамент — Верхняя Гаронна. Входит в состав кантона Л’Иль-ан-Додон. Округ коммуны — Сен-Годенс.
Код INSEE коммуны — 31251.

## География
Коммуна расположена приблизительно в 630 км к югу от Парижа, в 55 км к юго-западу от Тулузы.
На юге коммуны протекает река Туш.

## Климат
Климат умеренно-океанический. Зима мягкая и снежная, весна характеризуется сильными дождями и грозами, лето сухое и жаркое, осень солнечная. Преобладают сильные юго-восточные и северо-западные ветры.

## Население
Население коммуны на 2010 год составляло 142 человека.
| 1962 | 1968 | 1975 | 1982 | 1990 | 1999 | 2010 |
| ---- | ---- | ---- | ---- | ---- | ---- | ---- |
| 166  | 145  | 135  | 143  | 127  | 127  | 142  |

## Администрация
| Период | Период | Фамилия         | Партия                  | Примечания |
| ------ | ------ | --------------- | ----------------------- | ---------- |
| 2001   | 2008   | Жильбер Кусо    | Социалистическая партия |            |
| 2008   | 2020   | Габриэль Шарлас |                         |            |

## Экономика
В 2010 году среди 90 человек трудоспособного возраста (15—64 лет) 56 были экономически активными, 34 — неактивными (показатель активности — 62,2 %, в 1999 году было 68,0 %). Из 56 активных жителей работали 53 человека (31 мужчина и 22 женщины), безработных было 3 (1 мужчина и 2 женщины). Среди 34 неактивных 11 человек были учениками или студентами, 9 — пенсионерами, 14 были неактивными по другим причинам.

## Достопримечательности
- Замок Лабастид-Помес (XVI век). Исторический памятник с 1927 года[4]
- Церковь Св. Екатерины

## Фотогалерея
- Церковь Св. Екатерины
- Карта коммуны